# The Living and the Dead
The Living and the Dead és una pel·lícula dramàtica britànica del 2006 escrita i dirigida per Simon Rumley, protagonitzada per Leo Bill, Kate Fahy i Roger Lloyd-Pack.

## Argument
Donald Brocklebank (Roger Lloyd Pack) és un home aristòcrata que viu amb por de la fallida en una casa pairal. La seva dona, Nancy (Kate Fahy), està malalta terminal i requereix atenció constant, igual que el seu fill esquizofrènic James (Leo Bill).
Quan Donald deixa els dos sols en un intent de resoldre el seu col·lapse financer gairebé definitiu, l'estat de James comença a empitjorar. Ell creu que és capaç de cuidar la seva mare malalta en lloc de l'infermera Mary (Sarah Ball) que va ser enviada per Donald. Descuida prendre el seu medicament prescrit i tanca la infermera fora de casa, deixant la seva mare sense res a fer més que plorar. James, creient que més medicaments et faran millorar més ràpid que la quantitat prescrita, alimenta a la seva mare amb grans quantitats de les seves píndoles, gairebé matant-la.
Finalment, la policia entra a la casa, alliberant la Nancy de la cura del seu fill. A causa de la sobredosi de medicaments se l’ha operat d'urgència que sembla que la cura de les seves dolències. Aleshores, James comença a al·lucinar per no prendre la seva medicació, mentre que la Nancy es recupera de la seva malaltia. En un atac de ràbia, James mata a punyalades la seva mare, abans d'apunyalar i ferir el seu pare. Poc abans del funeral de Nancy, Donald dona suport apassionadament al seu fill, provocant l'hostilitat de la resta de la família. Al funeral, James creu que ha vist la seva mare i s'acosta a abraçar-la. Als ulls d'en James, llavors ella apunyala al seu fill diverses vegades, tot i que tothom veu que James agafa el ganivet amb el qual va matar la seva mare al seu propi estómac.
La pel·lícula acaba amb Donald aparentment amb la mateixa condició que el seu fill, sent atès a casa seva. Apunyala una de les infermeres i se l'emporten.

## Repartiment
- Leo Bill com a James Brocklebank
- Roger Lloyd-Pack com a Donald Brocklebank (com a Roger Lloyd Pack)
- Kate Fahy com a Nancy Brocklebank
- Sarah Ball com a infermera Mary
- Neil Conrich com a policia
- Richard Wills-Cotton com a infermer Mike
- Alan Perrin com a infermera Bob
- Richard Syms com a vicari
- Hilary Hodsman com a tia Pat

## Recepció
La recepció de la crítica per The Living and the Dead va ser majoritàriament positiva, i a agregador de ressenyes Rotten Tomatoes la pel·lícula té un índex d'aprovació del 91% basat en 11 crítiques.

## Premis
- Premi del jurat del Fantastic Fest al millor actor al Fantastic Fest (2006, guanyador - Leo Bill)
- Premi del jurat del Fantastic Fest al millor director al Fantastic Fest (2006, guanyador)
- Premi del jurat del Fantastic Fest al millor maquillatge al Fantastic Fest (2006, guanyador)
- Premi del jurat del Fantastic Fest a la millor pel·lícula al Fantastic Fest (2006, guanyador)
- Premi del jurat del Fantastic Fest a la millor actriu secundària al Fantastic Fest (2006, guanyador - Kate Fahy)
- Premi Noves Visions. Menció Especial al Festival de Sitges (2006, guanyador)[5]